# ベルテルスマン・ビル
ベルテルスマン・ビル（Bertelsmann Building、元々は1540 Broadwayで知られる）はアメリカ合衆国ニューヨーク市タイムズスクエアで西45丁目通りに位置する42階立て、733フィート (223 m)のオフィスビルである。
1989年に建設が始まり、1990年に完成した。このタワーはタイムズスクエアでも数少ないA等級オフィスの1つである。

## 関連書籍
- ジェリー・アドラー著 (1994年) 『High Rise: How 1,000 Men and Women Worked Around the Clock for Five Years and Lost $200 Million Building a Skyscraper』ハーパー・コリンズ社発行 ISBN 0-06-092456-X